# Жасанан (округ Сан-Паулу)
Жасанан (порт. Jaçanã) — округ міста Сан-Паулу, Бразилія, частина субпрефектури Жасанан/Тремембре (Jaçanã/Tremembé), розташований на півночі міста. Більшість території району сільська, хоча на півдні й існує популярна міська ділянка. До району входить парк Кантарейра, великий природний парк у місті.
Район (тоді окреме поселення) був заснований в 1870 році під назвою Урогуапіра (Uroguapira), вважалося, що тут містяться покладини золота. 1 червня 1930 року він був перейменований на сучасну назву Жасанан, за назвою виду птахів.
Район дуже відомий не тільки в Сан-Паулу, але й далеко за його межами, завдяки пісні «Trem das Onze» («Поїзд о 11») Адонірана Барбози. В 1949 році в районі була відкрима перша кіностудія в Сан-Паулу, Maristela, перша культурна установа району.
| Бразилія | Це незавершена стаття з географії Бразилії. Ви можете допомогти проєкту, виправивши або дописавши її. |

6°24′ пд. ш. 36°14′ зх. д. / 6.400° пд. ш. 36.233° зх. д.